# Pistola de luz
Una pistola de luz (light gun) es un dispositivo apuntador para ordenadores y un dispositivo de control para videojuegos y máquinas recreativas. Las primeras pistolas de luz aparecieron en los años treinta (1930), como consecuencia del desarrollo de la sensibilidad a la luz en las válvulas de vacío. Poco después, esta tecnología se aplicó a los juegos de disparo, con ejemplos como Seeburg Ray-O-Lite en 1936. Estos primeros juegos de disparo empleaban pequeños objetivos (generalmente en movimiento) dispuestos en una válvula sensible a la luz; el jugador usaba una pistola (un rifle en la mayoría de los casos) que emitía un rayo de luz cuando el pulsador era accionado. Si el rayo golpeaba el objetivo, se producía un acierto. Las pistolas de luz modernas basadas en pantallas trabajan con el principio opuesto: el sensor se construye en la propia pistola y los objetivos de la pantalla emiten luz (en vez de la pistola). La primera pistola de luz de este tipo se empleó en el ordenador MIT Whirlwind.
La pistola de luz y su descendiente, el lápiz óptico, actualmente rara vez son empleados como punteros en los ordenadores. Las razones son dos: la primera es la popularidad de los ratones; y la segunda, se refiere a los cambios en la tecnología de los monitores (las pistolas de luz sólo funcionan con monitores CRT).

## Pistolas de luz en videojuegos

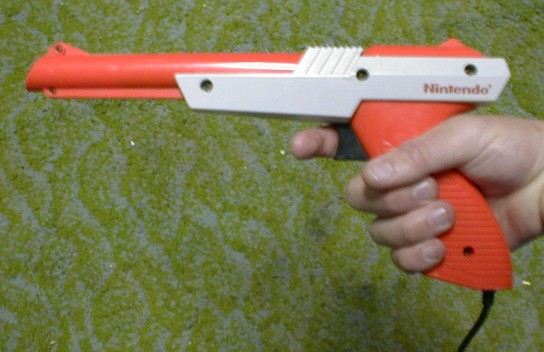
Nintendo Zapper, la más famosa y clonada.

Típicamente, las pistolas de luz para un videojuego tienen la forma de un arma (generalmente una pistola) y se emplean para alcanzar objetos en una pantalla. Mediante la vibración, también se puede simular el efecto del retroceso producido al disparar un arma real.
Las pistolas de luz son muy populares en máquinas recreativas, al contrario que en el mercado de las videoconsolas tras los sistemas NES, Master System, Genesis/MegaDrive y SNES. Esto puede deberse a que los usuarios son reticentes a comprar más de un controlador extra para sus consolas (la NES Zapper se vendía frecuentemente junto con la consola NES), que simplemente sirve para un objetivo único (un tipo de videojuegos) y generalmente costoso en cuanto a dinero. Quizás también porque es menos satisfactorio usar una la pistola de luz en una pantalla de menores dimensiones que una máquina recreativa (como es la pantalla de una televisión). Otra posibilidad es que los juegos para las pistolas de luz pueden ser rápidamente repetitivos y/o no generan tanto tiempo de diversión como otros géneros. Además, las pistolas de luz no se pueden usar con televisores LCD, de plasma o pantallas de proyección.
Los siguientes ejemplos muestran las pistolas de luz más famosas:
- The House of The Dead: su pistola de luz varía dependiendo de cada entrega;
- Magnum Light Phaser, para ZX Spectrum, Amstrad CPC y Commodore 64;
- Nintendo Zapper Gun para Nintendo Entertainment System (NES) es probablemente la más famosa;
- Light Phaser para Sega Master System;
- Super Scope para Super Nintendo, con la forma de un bazooka;
- Menacer para Sega Mega Drive;
- Namco GunCon y GunCon2, las primeras en necesitar leer directamente la señal de vídeo y tenidas en cuenta como dispositivos muy exactos; para Sony PlayStation y PlayStation 2;
- Dreamcast Light Gun para Sega Dreamcast.

Existen también pistolas para Sega Saturn, Microsoft Xbox, Atari XEGS, compatible IBM PC, Magnavox Odyssey y muchas otras consolas y máquinas recreativas. Los juegos recientes para pistolas de luz son Time Crisis 4, Virtua Cop 3 y The House of the Dead 4.
En España MHT desarrolló la Gun Stick, una pistola multiplataforma con versiones para Amstrad CPC, MSX, Commodore 64, Sinclair ZX Spectrum (incluyendo los +2 y +3 de Amstrad) e IBM PC y compatibles, que utilizaba el conector de Joystick (en los PC, el puerto de impresora paralelo, por estar presente en todos). Pese a recibir el respaldo de Dinamic Software apenas fue comercializado fuera de España.
Sega tuvo un planteamiento similar con la pistola oficial de la Saturn, existiendo una versión para PC.
El mando de la Nintendo Wii, el Wiimote, puede ser considerado como el sucesor de las pistolas de luz. Además, puede ser usado con monitores LCD, de plasma o pantallas de proyección obteniendo mucha precisión. Como la pistola NES Zapper, se comercializa junto con la consola. A diferencia de las pistolas de luz tradicionales, también puede ser usado como un mando normal. Su rival Sony copió la estrategia de Nintendo creando la PlayStation Move para la PlayStation 3.

## Cómo funciona una pistola de luz
La pistola de luz recibe este nombre porque emplea la luz como método de detección del lugar de la pantalla en el cual se proyecta el objetivo de la pistola. Este nombre nos recuerda que la pistola emite un rayo de luz, aunque en la mayor parte de las pistolas de luz actuales se recibe luz (en vez de emitir) en un fotodiodo.
La técnica empleada hoy en día es la siguiente: cuando se presiona el pulsador de la pistola, la pantalla se "borra" con color negro, y el diodo comienza a recibir. Toda o parte de la pantalla se pinta de color blanco de forma que se pueda adivinar dónde está apuntando la pistola (en el momento en el que el diodo comience a detectar luz). El usuario no nota nada o casi nada de este proceso, porque el tiempo de borrado de la pantalla es generalmente una fracción de segundo.

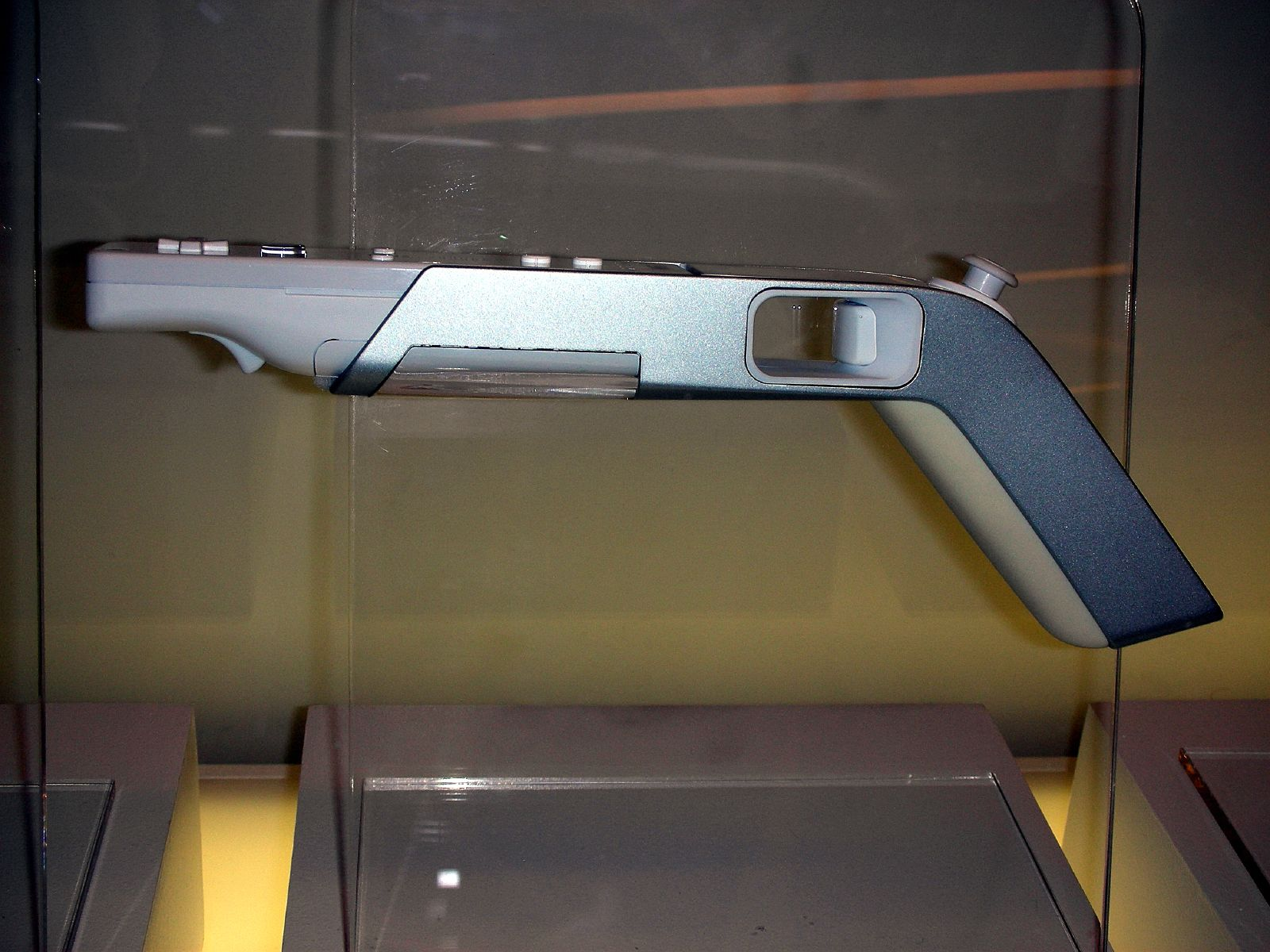
Adaptación de Wiimote para juegos de disparos.

El control de la nueva consola Nintendo Wii puede considerarse como el sucesor de esta tecnología y se puede emplear con relativa exactitud con televisores de LCD, plasma y pantallas de proyección. Como en el caso de NES Zapper, se vende junto con la consola, pero a diferencia de las pistolas de luz tradicionales, "Wii-mote" es el controlador primario. Existen planes para crear una cobertura con forma de pistola para este controlador, que permita simular una mejor sensación para juegos futuros.

### Objetivos secuenciales
El primer método de detección, empleado por la pistola NES Zapper, se basa en dibujar secuencialmente cada objetivo con luz blanca después de haber pintado (borrado) la pantalla de negro. Así, si el fotodiodo de la pistola detecta luz (cuando se está pintando el píxel o después del refresco de la pantalla), entonces el objetivo ha sido alcanzado. En esencia, el diodo le indica al ordenador si ha acertado en algún objetivo. Para el caso de n objetos, la secuencia de dibujo de dichos objetivos indicará cuál de ellos ha sido el alcanzado tras 1 + redondeoHaciaArriba(log2(n)) refrescos (un refresco determina si alguno de los objetivos ha sido alcanzado y redondeoHaciaArriba(log2(n)) para hacer una búsqueda binaria y decidir qué objeto ha sido el alcanzado).
Un efecto lateral interesante de este método es que en juegos mal diseñados, es frecuente que cuando un jugador apunta con la pistola a una bombilla y presiona el gatillo, el primero de los objetivos de la pantalla es "alcanzado" cada vez. Juegos con un diseño mejor solucionan este efecto dibujando la pantalla de color negro y verificando que así no se acierta en ningún objetivo.

### Cronometrado del rayo catódico
El segundo mecanismo, usado en la pistola Super Scope (para la consola Super Nintendo Entertainment System) y los lapiceros ópticos de los ordenadores, es más elaborado que el anterior y a su vez más preciso.
La clave de este método radica en la naturaleza del tubo de rayos catódicos del interior del monitor. Recordemos que cuando este método se popularizó -a finales de los años ochenta y principios de los noventa-, los CRTs eran los únicos monitores para televisiones. La pantalla es dibujada gracias a un flujo de electrones que recorre toda el área de la pantalla a una velocidad suficiente para que el ojo humano no note este movimiento de barrido.
Cuando el jugador presiona el pulsador, el ordenador (con frecuencia ayudado por el circuito de visualización de la imagen) cronometra cuánto le cuesta al rayo de electrones excitar el fósforo del lugar concreto al que se encuentra apuntando la pistola. Después, se calcula la posición apuntada en base al tiempo de refresco horizontal del monitor (el tiempo que le cuesta al rayo de electrones barrer una línea de la pantalla de izquierda a derecha). Este proceso se realiza de dos formas diferentes: o el ordenador establece el tiempo de refresco horizontal a través del conector del dispositivo (como Super Scope); o bien, la pistola lee la señal de vídeo compuesto, mediante el conector T del cable A/V (como GunCon2). Una vez que el ordenador conoce dónde está apuntando la pistola, puede conocer si se alcanza o no un objetivo mediante detección de colisiones.
Muchas pistolas de este tipo (incluyendo la Super Scope) ignoran la luz roja, ya que los fósforos rojos de la superficie de un monitor tienen un tiempo de decaimiento menor que los verdes o los azules. Algunos (pero no todos) juegos utilizan toda la pantalla (un frame) para calcular una medida más fiable de la posición.
Este método es inútil con monitores de plasma o LCD o con pantallas de proyección (DLP), las cuales refrescan todos los píxeles a la vez.

### Métodos combinados
Algunas pistolas de luz diseñadas según el modelo de objetivos secuenciales no cronometran de forma suficientemente precisa para obtener (X, Y) leyendo la señal de vídeo, pero sí que usan una combinación de ambas técnicas. Se comienza iluminando la pantalla y se mide el tiempo de respuesta (como en el método anterior). La diferencia radica en que el ordenador sólo calcula si una línea de barrido ha sido alcanzada y no qué píxel concreto de dicha horizontal. Esto no necesita realizarse a la velocidad del método de cronometrado del rayo catódico (que requiere 15kHz para el eje de ordenadas contra 5MHz para el eje de abcisas en resoluciones estándares). Luego, empleando el método de objetivos secuenciales en dicha línea horizontal se averigua si ha sido alcanzado algún objetivo y, en caso afirmativo, cuál es.

### Emisores de infrarrojos
Un nuevo método se ha desarrollado para otras tecnologías de monitores diferentes a CRT. Este tipo de sistemas cuentan con uno o varios emisores de luz infrarroja y un sensor IR en la punta de la pistola. Cuando el pulsador se presiona, la pistola envía un rayo infrarrojo con la intensidad necesaria (la suficiente para que la pistola detecte el rayo). Como esta intensidad dependerá de la distancia a la pantalla y del ángulo relativo de la pistola con la misma, en la pistola se colocan sensores angulares (en vez de un sensor de infrarrojos). De esta manera, se crea un sistema de ecuaciones trigonométrico para resolver y así calcular la posición de la punta de la pistola con respecto a la pantalla. Después, proyectando este extremo de la pistola en la pantalla, mediante los ángulos medidos, se calcula el punto exacto de impacto.
Una variante simple a este método se emplea en pistolas para recreativas, donde no existen detectores angulares (pero sí, 4 sensores IR). Sin embargo, esto puede generar imprecisiones al disparar desde ciertas distancias y con ciertos ángulos porque existe un margen de error más amplio en el cálculo de los ángulos y en el posicionamiento en tres dimensiones.
Otras variantes incluyen 3 o más emisores de rayos infrarrojos con diferentes longitudes de onda y el mismo número de sensores. Gracias a este mecanismo, y a la correspondiente calibración, se pueden obtener 3 o más ángulos relativos, con lo que no se necesitará detectores angulares para posicionar la pistola.
A veces, los sensores se colocan alrededor de la pantalla y el emisor en la pistola, pero los cálculos son similares.
Esta familia de métodos se emplean hoy en día en las nuevas consolas, como Nintendo Wii, y en nuevas máquinas recreativas. Consultar el artículo del mando Wii Remote por ejemplo.

### Multijugador
Un juego que utilice una o más pistolas lee todos los pulsadores continuamente y cuando un jugador presiona el correspondiente a su pistola, el juego se centra en averiguar si ha habido éxito con algún objetivo y cuál es antes de procesar otro disparo.

## referencias
- https://vandal.elespanol.com/noticia/r21684/asi-han-evolucionado-las-pistolas-laser-desde-los-lejanos-anos-90-hasta-el-presente

## Otros dispositivos de control de juegos
- Controlador de juegos
- Gamepad
- Joystick

- Datos: Q1055974
- Multimedia: Gun controllers / Q1055974